# Баранець (птах)
Баранець (Gallinago) — рід птахів родини баранцевих.

## Опис
Середнього розміру коротконогі птахи з дуже довгим прямим дзьобом у 50 мм. Очі знаходяться не дуже високо, як у вальдшнепа. Цівка має рогові пластинки. Задня частина ноги добре розвинена. Крила тонкі та стрункі. Хвіст має округлу форму та від 14 до 18 рульових пер. Забарвлення коричнево-охристе зі світлими поздовжніми смужками на спині.

## Спосіб життя
Скритні сутінкові та нічні птахи. Навесні самці більшості видів на токовищі демонструють специфічні польоти, різко пікіруючи, при цьому крайнє пір'я хвоста видають гучний характерний звук. Гніздяться по сирих болотистих місцях від тундри до степів. Живляться переважно дощовими хробаками та личинками, яких витягують з м'якого ґрунту. При наближенні людини затаюються і з шумом злітають з-під ніг.

## Розповсюдження
Мешкають на усіх континентах, окрім Австралії та Антарктиди.

## Види
Рід налічує 18 видів:
- Баранець-самітник, Gallinago solitaria
- Баранець японський, Gallinago hardwickii
- Баранець гімалайський, Gallinago nemoricola
- Баранець азійський, Gallinago stenura
- Баранець лісовий, Gallinago megala
- Баранець африканський, Gallinago nigripennis
- Баранець мадагаскарський, Gallinago macrodactyla
- Баранець південний, Gallinago magellanica[2]
- Баранець великий, Gallinago media
- Баранець звичайний, Gallinago gallinago
- Баранець американський, Gallinago delicata[3]
- Баранець неотропічний, Gallinago paraguaiae
- Баранець пунанський, Gallinago andina[4]
- Баранець довгодзьобий, Gallinago nobilis
- Баранець-велетень, Gallinago undulata
- Баранець фуезький, Gallinago stricklandii
- Баранець гірський, Gallinago jamesoni
- Баранець королівський, Gallinago imperialis

## Палеонтологія
Викопні кістки деяких неописаних видів Gallinago були знайдені в пізньому міоцені або ранньому пліоцені (бл. 5 млн. років) на шахті Lee Creek, США. На Антильських островах жив Gallinago kakuki вимер під час пізнього четвертинного періоду, і, незважаючи на його поширення, насправді може бути більш близьким до баранців Старого Світу, ніж до баранців Нового Світу.